# ナンシー

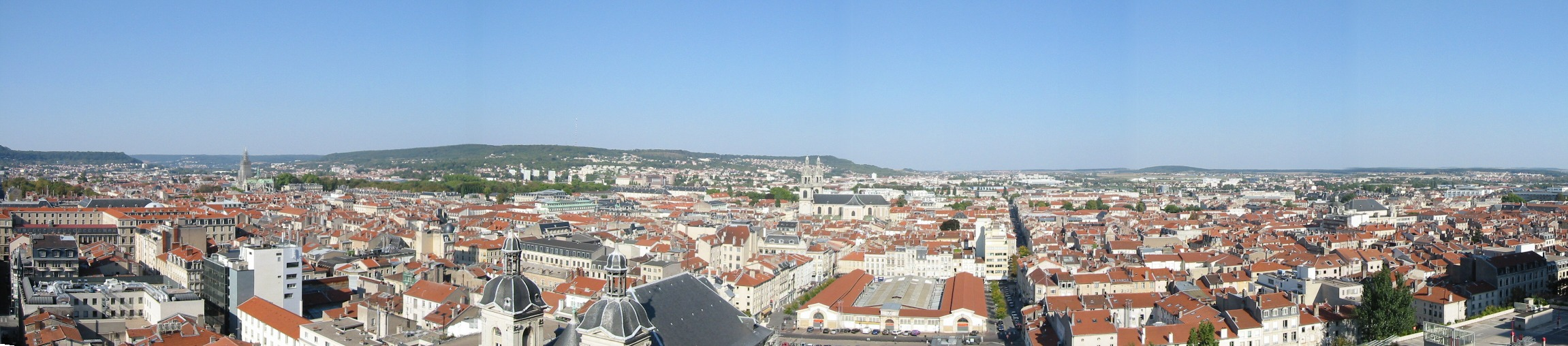
ナンシー市街

ナンシー（フランス語: Nancy、ドイツ語: Nanzig ナンツィヒ）はフランス北部、グラン・テスト地域圏の都市である。ムルト＝エ＝モゼル県の県庁所在地。近隣の都市としては、約45キロ北にメスが位置する。鉄鋼業で有名。

## 由来

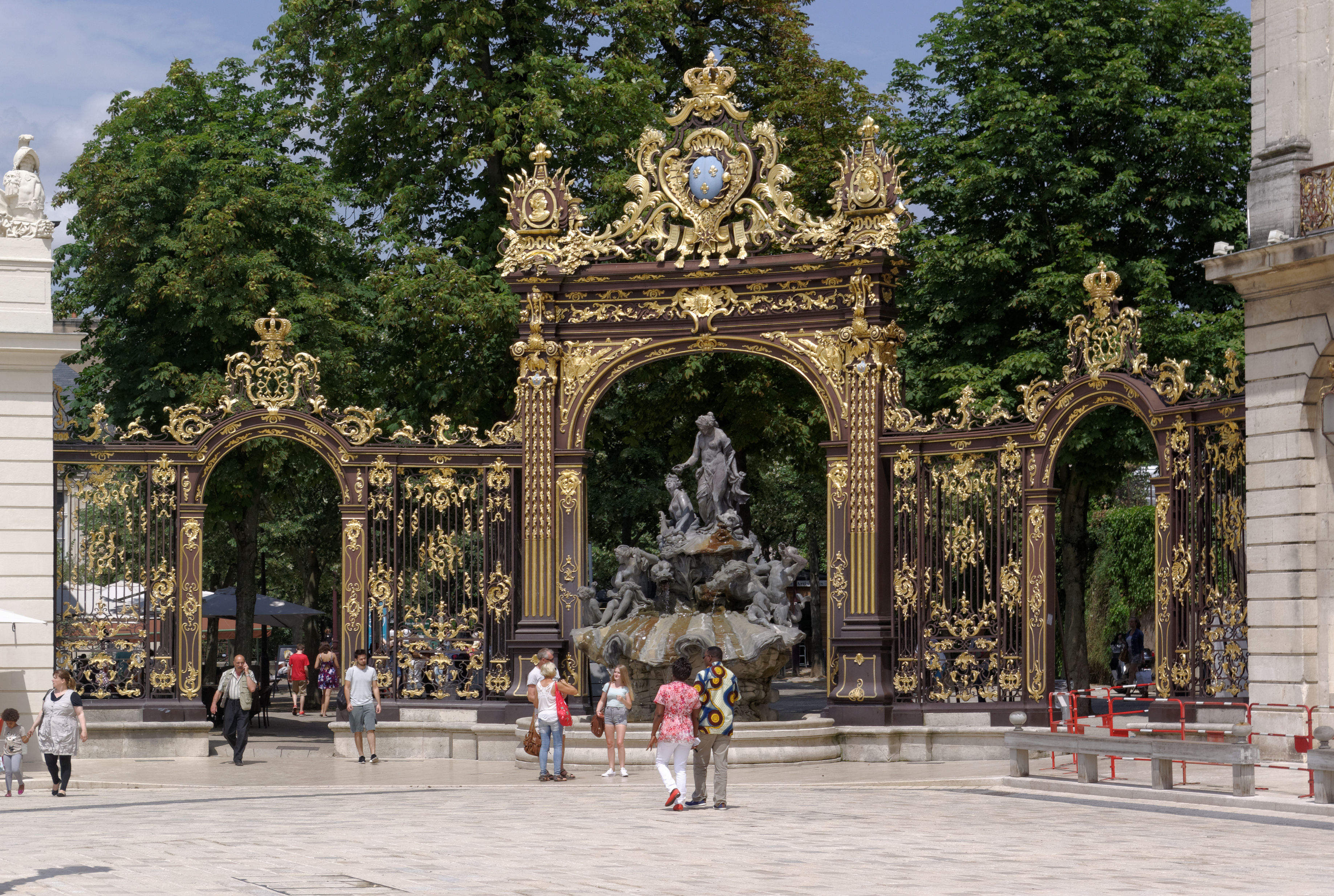
ナンシーのスタニスラス広場

896年、ナンシーの名はラテン語化されたNanceiacumとして記された。これはケルト語の人名をラテン語化したものとみなされている。1073年、トゥール司教ピボンの特許状台帳においては、「ナンシーに捧げられたオルリー」（ラテン語でOdelrici advocati de Nanceio）と記されている。

## 歴史
ナンシーの誕生は、11世紀のロレーヌ公ゲラルト1世（fr）が建てた封建時代の城に関連する。その後彼の子孫によってロレーヌ公国の首都となり栄えた。シャンパーニュ伯継承戦争（fr）中の1218年、ロレーヌ公テオバルト1世（fr）に支配された。神聖ローマ皇帝フリードリヒ2世によって町は放火され徹底的に破壊された。その後再建され、新しい城によって拡張、防衛されるようになった。
1477年、ナンシー郊外でブルゴーニュ戦争最後の戦いであるナンシーの戦いが起こり、シャルル突進公が敗死した。
18世紀、ロレーヌ公の地位にあったポーランド王スタニスワフ1世（スタニスラス）のもとで、街の景観が整えられた。現在も、広場の名前としてスタニスラスの名が残されている。スタニスラスが1766年に死去すると、ロレーヌ公国はフランス王国に併合されたが、ナンシーはそのまま州都になった。
オーストリアの「女帝」マリア・テレジアの夫で、共同統治者 (Corregens) であった神聖ローマ皇帝フランツ1世・シュテファンはこの地の出身であり、スタニスワフ1世に譲位するまではロレーヌ公であった（ロレーヌ公国を放棄する代わりにトスカーナ大公となった）。
フランス革命最中の1790年、ナンシー事件が起こった。
普仏戦争後の1871年、フランクフルト条約によってアルザスとモゼル県はドイツに併合されたが、ムルト＝エ＝モゼル県にあるナンシーはフランス領に留まったため、ドイツ市民となることを拒んだアルザス人およびモゼル人の実業家や知識人たちが大勢ナンシーに移住してきた。ナンシーは新たな繁栄期と新たな文化の黄金時代を迎えた。15世紀頃から、ガラス工芸が盛んであったが、19世紀後半になると鉄鋼業が盛んとなり、新興の中産階級が台頭した。
1870年代から1900年代までの急激な人口増加で、ナンシーの都市化が無秩序に進行した。1894年に創設されたロレーヌ工芸会社はのちのナンシー派の集団で、エミール・ガレ、アントナン・ドーム、ルイ・マジョルール、ヴィクトル・プルーヴェ、ウジェーヌ・ヴァランたちがいた。
1988年、ローマ教皇のヨハネ・パウロ2世がナンシーを訪問した。

## 経済
ナンシーはフランス第5の金融都市である。国内主要銀行の地方拠点がある。ナンシーにはムルト＝エ＝モゼル県商工会議所が置かれている。ナンシーはフランス北東部第一の医療都市でもあり、大学付属病院が設置されている。ナンシー市内および都市圏内には多くの私立クリニックがある。
ヴァンドゥーヴル＝レ＝ナンシーとの間の平野にあるナンシー＝ブラボワ・テクノポールは、国内有数の規模を誇る。

## 教育
2012年1月、旧ナンシー大学の構成校（ナンシー第一大学、ナンシー第二大学、ポリテクニックのロレーヌ国立高等工科学校（INPL））、メスのメス大学（Université de Metz）などを合併してロレーヌ大学が設立された。校舎はロレーヌ地域圏内の、ナンシー、メス、エピナル、ロンウィにある。

## 気候
ナンシーの気候は、かなり大陸性気候の影響を受けた海洋性気候である。冬は気温が低く乾燥する。夏は暑いが常に晴天とは限らない。霧は秋に頻発し、強風が吹くことは稀である。
メテオ・フランスは、ナンシー＝エセー観測所で測定された測定値を地元の天気予報に利用している。以下の気温表は1971年から2000年までの間にナンシー＝エセー観測所で測定された平均測定値である。
| ナンシーの気候         | ナンシーの気候 | ナンシーの気候 | ナンシーの気候 | ナンシーの気候 | ナンシーの気候 | ナンシーの気候 | ナンシーの気候 | ナンシーの気候 | ナンシーの気候 | ナンシーの気候 | ナンシーの気候 | ナンシーの気候 | ナンシーの気候 |
| 月                     | 1月            | 2月            | 3月            | 4月            | 5月            | 6月            | 7月            | 8月            | 9月            | 10月           | 11月           | 12月           | 年             |
| ---------------------- | -------------- | -------------- | -------------- | -------------- | -------------- | -------------- | -------------- | -------------- | -------------- | -------------- | -------------- | -------------- | -------------- |
| 平均最高気温 °C （°F） | 4.4 (39.9)     | 6.3 (43.3)     | 10.5 (50.9)    | 14.0 (57.2)    | 18.6 (65.5)    | 21.6 (70.9)    | 24.3 (75.7)    | 24.2 (75.6)    | 20.1 (68.2)    | 14.5 (58.1)    | 8.2 (46.8)     | 5.5 (41.9)     | 14.3 (57.7)    |
| 日平均気温 °C （°F）   | 1.8 (35.2)     | 2.8 (37)       | 6.2 (43.2)     | 8.8 (47.8)     | 13.2 (55.8)    | 16.4 (61.5)    | 18.7 (65.7)    | 18.5 (65.3)    | 14.9 (58.8)    | 10.3 (50.5)    | 5.2 (41.4)     | 3.0 (37.4)     | 10.0 (50)      |
| 平均最低気温 °C （°F） | −0.9 (30.4)    | −0.8 (30.6)    | 1.8 (35.2)     | 3.6 (38.5)     | 7.8 (46)       | 11.1 (52)      | 13.0 (55.4)    | 12.7 (54.9)    | 9.7 (49.5)     | 6.1 (43)       | 2.2 (36)       | 0.4 (32.7)     | 5.6 (42.1)     |
| 降水量 cm （inch）     | 61 (24)        | 56 (22)        | 55 (21.7)      | 48 (18.9)      | 70 (27.6)      | 75 (29.5)      | 64 (25.2)      | 58 (22.8)      | 63 (24.8)      | 67 (26.4)      | 68 (26.8)      | 78 (30.7)      | 763 (300.4)    |
| 出典：Météo-France     |                |                |                |                |                |                |                |                |                |                |                |                |                |

## 観光
市の中心部にあるスタニスラス広場、カリエール広場、アリアンス広場は、ユネスコの世界遺産に登録されている。
スタニスラス広場を囲むように市庁舎、ナンシー美術館、凱旋門などが配置されており、凱旋門を通って北のカリエール広場を抜けると、ロレーヌの旧官邸ならびにロレーヌ歴史博物館がある。
ガレやドーム兄弟のアントナン・ドームなど、ナンシー派の作品を所蔵するナンシー派美術館も存在する。

## 交通
- 市内交通として、ゴムタイヤトラム（TVR方式、ナンシー・トロリーバス）が存在する。かつて存在したトロリーバスの施設を活用して開業した[7]。

## 関係者

### 主な出身者
- ジャック・カロ：版画家
- エミール・ガレ：ガラス工芸家
- アンリ・ポアンカレ：数学者
- ルネ・ブロンロ：物理学者
- アンリ・カルタン：数学者
- ウジェーヌ・ジグー：オルガン奏者、作曲家
- ピエール・シェフェール：作曲家、ミュジーク・コンクレートの創始者
- フランソワ・ジャコブ：生物学者

### 居住者・ゆかりの人物
- モーリス・バレス：反ユダヤ主義の政治家、小説家（ナンシー大学法学部を中退しパリ大学へ）
- ジャック・ラング：政治家（ナンシー大学からシアンスポナンシー校に進学）
- セゴレーヌ・ロワイヤル：政治家（ナンシー第二大学からシアンスポに進学）

## 姉妹都市
- ニューカッスル・アポン・タイン、イングランド
- リエージュ、ベルギー
- カールスルーエ、ドイツ
- パドヴァ、イタリア
- 金沢市、日本
- キリヤット・シュモナ、イスラエル
- ルブリン、ポーランド
- シンシナティ、アメリカ合衆国